# Bernardo Houssay
Bernardo Alberto Houssay (Buenos Aires, 10 de abril de 1887 — Buenos Aires, 21 de setembro de 1971) foi um fisiologista argentino que, em 1947, foi co-ganhador do Prêmio Nobel de Fisiologia ou Medicina pela descoberta do papel dos hormônios hipofisários na regulação da quantidade de açúcar no sangue (glicose) em animais. Ele foi o primeiro prêmio Nobel argentino em ciências. Ele dividiu o prêmio com Carl Ferdinand Cori e Gerty Cori, que venceram por suas descobertas sobre o papel da glicose no metabolismo dos carboidratos.

## Biografia

### Vida pregressa
Bernardo Alberto Houssay nasceu em Buenos Aires, filho de emigrados da França, Albert e Clara Houssay. Jovem precoce, ingressou na Escola de Farmácia da Universidade de Buenos Aires aos 14 anos e posteriormente na Faculdade de Medicina da mesma universidade de 1904 a 1910, começando com apenas 17 anos. Enquanto estudante do terceiro ano de medicina, Houssay assumiu o cargo de pesquisador e assistente de ensino na cadeira de fisiologia.

### Carreira
Depois de se formar, ele rapidamente desenvolveu e apresentou sua tese sobre as atividades fisiológicas da hipófise extratos, publicada em 1911, contendo um tema que ele iria prosseguir para o resto de sua carreira científica. Desde 1908 já era professor assistente no mesmo departamento, e imediatamente após o doutoramento assumiu o cargo de Professor de Fisiologia da Faculdade de Medicina Veterinária da Universidade. Simultaneamente, iniciou um consultório particular e como médico assistente no hospital municipal de Buenos Aires. Em 1913 tornou-se Médico Chefe do Hospital Alvear e, em 1915, Chefe da Seção de Patologia Experimental dos Laboratórios Nacionais de Saúde Pública de Buenos Aires.
Em 1919 Houssay foi nomeado catedrático de fisiologia da Faculdade de Medicina da Universidade de Buenos Aires e, até 1943, transformou-a e dirigiu-a em um conceituado departamento de pesquisa em fisiologia experimental e medicina de classe internacional. Naquele ano, porém, a ditadura militar o privou de seus cargos universitários, devido às suas ideias políticas liberais, e Houssay foi forçado a restabelecer suas linhas de pesquisa e pessoal em um Instituto de Biología y Medicina Experimental com financiamento privado. Esta situação, reforçada por uma segunda demissão do governo peronista em 1945, prolongou-se até 1955, quando Perón foi deposto do poder e Houssay foi reintegrado na Universidade de Buenos Aires, onde permaneceu até à morte. Depois disso, foi também diretor do Conselho Nacional de Pesquisa Científica e Técnica, a partir de 1957.
Houssay trabalhou em vários campos da fisiologia, como os: sistema nervoso, digestivo, respiratório e circulatório, mas sua principal contribuição, que foi reconhecida pelo Prêmio Nobel de Fisiologia ou Medicina de 1947, foi na investigação experimental do papel do anterior da glândula hipófise no metabolismo dos carboidratos, principalmente no diabetes mellitus. Houssay demonstrou na década de 1930 o efeito diabetogênico dos extratos da hipófise anterior e a diminuição da gravidade do diabetes com a hipofisectomia anterior. Essas descobertas estimularam o estudo dos mecanismos de controle de feedback hormonal, que são centrais em todos os aspectos da endocrinologia moderna.
Os muitos discípulos de Houssay ao longo de seus anos de atividade também se tornaram influentes por si próprios à medida que se espalharam pelo mundo; como Eduardo Braun-Menéndez, e Miguel Rolando Covian (que viria a ser o "pai" da neurofisiologia brasileira, como presidente do Departamento de Fisiologia da Faculdade de Medicina de Ribeirão Preto da Universidade de São Paulo). Houssay escreveu com eles o livro didático mais influente de Fisiologia Humana da América Latina, em espanhol e português (este último foi traduzido por Covian e colaboradores), que, desde 1950, vem sendo publicado em edições sucessivas e utilizado em quase todas as escolas médicas do continente. Houssay publicou mais de 600 artigos científicos e vários livros especializados. Além do Nobel, Houssay ganhou muitas distinções e prêmios das Universidades de Harvard, Cambridge, Oxford e Paris e de 15 outras universidades, bem como a Medalha Dale da Sociedade de Endocrinologia em 1960.
Houssay também foi muito ativo como líder científico e promotor do avanço da pesquisa científica e da educação médica, tanto na Argentina como na América Latina. Houssay foi eleito membro estrangeiro da Royal Society (ForMemRS) em 1943.